# Rättviks landskommun
Rättviks landskommun var en kommun i dåvarande Kopparbergs län (nu Dalarnas län).

## Administrativ historik
Kommunen bildades 1863 i Rättviks socken i Dalarna.
Boda landskommun utbröts 1 maj 1875 och inkorporerades åter 1963.
I landskommunen fanns Rättviks municipalsamhälle som inrättades den 25 november 1910 och upplöstes med utgången av år 1965.
År 1971 ombildades denna landskommun till Rättviks kommun.

### Kyrklig tillhörighet
I kyrkligt hänseende tillhörde kommunen Rättviks församling och från 1 maj 1918 också Bingsjö-Dådrans församling.

## Kommunvapen
Blasonering: Sköld kvadrerad: fält 1 och 4 i rött en stolpvis ställd bila av guld, fält 2 och 3 i guld två korslagda blå dalpilar.
Vapnet antogs 1948.

## Geografi
Rättviks landskommun omfattade den 1 januari 1952 en areal av 988,73 km², varav 846,53 km² land.

### Tätorter i kommunen 1960
| Tätort        | Folkmängd |
| ------------- | --------- |
| Rättvik       | 3 140     |
| Vikarbyn      | 694       |
| Nedre Gärdsjö | 373       |
| Söderås       | 359       |
| Backa         | 247       |
| Västberg      | 227       |

Tätortsgraden i kommunen var den 1 november 1960 61,4 procent.

## Politik

### Mandatfördelning i Rättviks landskommun 1938-1966
| 15 |  | 3 | 7 | 4 |

| 29 |

| 13 | 2 | 4 | 8 | 3 |

| 29 |

| 2 | 12 |  | 4 | 8 | 3 |

| 28 |

| 19 | 5 | 12 | 4 |

| 37 |

| 19 | 4 | 10 | 7 |

| 34 | 6 |

| 19 | 6 | 7 | 8 |

| 34 | 6 |

| 19 | 7 | 9 | 5 |

| 33 | 7 |

| 16 | 11 | 7 | 6 |

| 34 | 6 |

### Mandatfördelning i Rättviks municipalsamhälle 1962
| 9 | 11 |

| 18 |